# 2008年巴基斯坦地震
2008年巴基斯坦地震指巴基斯坦俾路支省发生的一次里氏6.4级的地震，地震发生于2008年10月29日。美国地质调查局报告称，此次地震震中位于奎达北部60 km（37 mi），距阿富汗坎大哈185 km（115 mi）。地震发生于当地时间04:09（UTC时间10月28日23:09），震源深度15 km（9.3 mi），坐标30.653°N, 67.323°E。 地震发生前12小时左右，在30.546°N, 67.447°E处发生了一次震源深度为10 km（6.2 mi）的里氏6.4级地震。地震造成215人死亡，超过200人受伤，120,000人无家可归。